# Мигушино
Мигушино — деревня в Невельском районе Псковской области России. Входит в состав Артёмовской волости. 

## География
Расположена на берегу Невельского озера, на юго-восточной границе города Невель. Через деревню проходит автодорога М20 (участок Невель — Витебск). 

## Население
| 2001 | 2002 | 2010 |
| ---- | ---- | ---- |
| 103  | ↗125 | ↘115 |

Численность населения деревни по оценке на начало 2001 года составляла 103 человека.